# Villegouin
Villegouin ist eine französische Gemeinde mit 321 Einwohnern (Stand: 1. Januar 2022) im Département Indre in der Region Centre-Val de Loire. Sie gehört zum Kanton Valençay im Arrondissement Châteauroux. 

## Geographie
Die Gemeinde Villegouin liegt etwa 23 Kilometer nordwestlich von Châteauroux. 
Sie grenzt im Norden und Nordwesten an Préaux, im Norden und Nordosten an Heugnes, im Osten an Pellevoisin, im Osten und Südosten an Argy, im Süden und Südosten an Buzançais, im Süden an Saint-Genou sowie im Westen an Palluau-sur-Indre. Weiler in der Gemeindegemarkung heißen Mauregard, Les Clavières und Cerez.

## Bevölkerungsentwicklung
| Jahr                       | 1962 | 1968 | 1975 | 1982 | 1990 | 1999 | 2006 | 2013 |
| -------------------------- | ---- | ---- | ---- | ---- | ---- | ---- | ---- | ---- |
| Einwohner                  | 541  | 521  | 456  | 401  | 410  | 411  | 403  | 373  |
| Quellen: Cassini und INSEE |      |      |      |      |      |      |      |      |

## Sehenswürdigkeiten

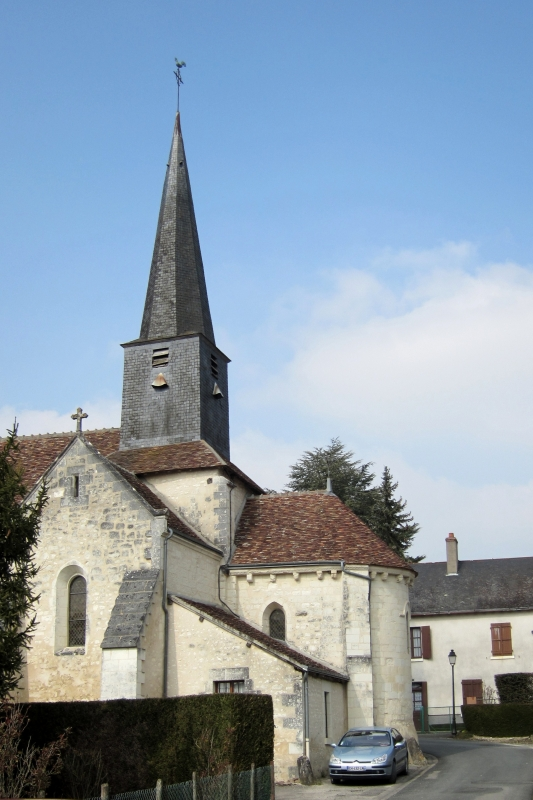
Kirche Notre-Dame

- Kirche Notre-Dame